# Skyline Pigeon
Skyline Pigeon fu una delle prime canzoni di Elton John e Bernie Taupin a diventare famosa e, come essi dichiararono in seguito, il loro primo vero grande brano. È la traccia di spicco dell'album Empty Sky, distribuito in Gran Bretagna nel 1969. Ne esistono due versioni: una mostra Elton alle prese con il clavicembalo e l'altra, registrata successivamente, mette in evidenza il pianoforte.

## La versione del 1968
La versione con il clavicembalo fu quella registrata inizialmente e contenuta, come ottava traccia, nell'album Empty Sky: non arrivò negli Stati Uniti fino al 1975, anno in cui anche il suo album di provenienza fece la sua comparsa nelle classifiche americane. Elton la creò come se stesse componendo un inno, facendo riferimento al suo personale motto "If in doubt, write an hymn!". È l'unica traccia dell'album di provenienza a vedere Elton totalmente solo, accompagnato dal clavicembalo e dall'organo. Il riverbero suona come se Skyline Pigeon fosse stata registrata in una chiesa.
Questa versione del brano accompagna la prima parte dei titoli di coda del film La favorita.

## La versione del 1972
La versione con il pianoforte fu registrata nel 1972 dalla Elton John Band e distribuita come B - Side di Daniel nel 1973. Oltre ai membri della band mette in evidenza anche degli archi. Questa traccia è ora disponibile nella versione rimasterizzata  del 1995 di Don't Shoot Me I'm Only the Piano Player.

## Significato del testo
Come moltissimi altri testi di Taupin, anche questo sembrerebbe essere un richiamo alla libertà: potrebbe vedere il matrimonio come una sorta di gabbia dalla quale fuggire e volare via (tema presente anche in un altro grande brano di Elton, Someone Saved My Life Tonight), oppure potrebbe essere il sentimento di nostalgia di una persona, abituata a vivere in campagna (come Bernie), allontanata dai luoghi natii.

## Esibizioni live
Il brano è stato eseguito numerose volte live; due sono comunque le performance più significative. La prima fu quella eseguita durante il concerto al Royal Festival Hall del 1974 (performance disponibile nell'album live Here and There del 1976). La seconda fu quella suonata da Elton al funerale di Ryan White, giovane vittima dell'AIDS, nel 1990 (alcune parole di questo brano sono persino riportate sulla tomba del ragazzo). Nel 2009, nel concerto a San Paolo in Brasile, la canzone è stata eseguita al pianoforte solo prima di Your Song per omaggiare i brasiliani (in quel Paese il brano costituisce una grande hit), ed è poi stata inserita nella scaletta del Rocket Man Tour 2009 europeo (che il 7 luglio ha toccato anche Verona: nel concerto tenutosi nella città veneta, Elton ha dedicato la canzone a Gianni Versace).

## Musicisti
- Versione del 1968:
- Versione di Judith Durham (ex The Seekers): solo voce ed orchestra
  - Elton John - clavicembalo, organo, voce
- Versione del 1972:
  - Elton John: pianoforte, voce
  - Davey Johnstone: chitarra acustica
  - Dee Murray: basso
  - Nigel Olsson: batteria
  - Paul Buckmaster: arrangiamento orchestrale